# 獅潭庄
獅潭庄為台灣日治時期1920年至1945年間存在之行政區，轄屬新竹州大湖郡。即今苗栗縣獅潭鄉。

## 行政區劃
獅潭庄的行政區劃在十二廳時期為新竹廳苗栗一堡之獅潭庄、八角林庄、桂竹林。1920年10月，上述街庄合併為「獅潭庄」，轄域內分為獅潭、八角林、桂竹林三個大字，獅潭大字下有「和興」、「十九份」、「新店」、「大東勢」、「永興」、「三洽坑」小字名。1933年10月25日，大湖郡蕃地タバライ社（榮安）、カリホワン社（內灣）改劃入獅潭庄大字大東勢及十九分。

## 設施
- 獅潭役場
- 桂竹林警察官吏派出所
- 和興警察官吏派出所
- 新店警察官吏派出所
- 紙湖警察官吏派出所
- 獅潭公學校（今獅潭國小）
- 八角林公學校（今豐林國小）